# Oslabená vakcína
Oslabená vakcína (nebo živá atenuovaná vakcína) je vakcína vytvořená snížením virulence patogenu, ale stále životaschopná. Atenuace se zaměří na infekční agens a změní ho tak, aby se stal neškodným nebo méně virulentním. Tyto vakcíny jsou v protikladu k inaktivovaným vakcínám.
Oslabené vakcíny stimulují silnou a účinnou imunitní odpověď, která je dlouhodobá. Ve srovnání s inaktivovanými vakcínami produkují oslabené vakcíny silnější a trvalejší imunitní odpověď s rychlým nástupem imunity. Oslabené vakcíny fungují tak, že povzbuzují tělo k tvorbě protilátek a paměťových imunitních buněk v reakci na specifický patogen, před kterým vakcína chrání. Běžnými příklady živých oslabených vakcín jsou vakcíny proti spalničkám, příušnicím, zarděnkám a žluté zimnici a některé vakcíny proti chřipce.

## Vývoj

### Oslabené viry
Viry mohou být oslabeny prostřednictvím sériového průchodu viru přes cizí hostitelský druh, jako jsou:
- Tkáňová kultura
- Embryonovaná vejce (často slepičí)
- Živá zvířata

Počáteční virová populace je aplikována na cizího hostitele. Prostřednictvím přirozené genetické variability nebo indukované mutace by malé procento virových částic mělo mít schopnost infikovat nového hostitele. Tyto kmeny se budou nadále vyvíjet v novém hostiteli a virus postupně ztratí svou účinnost v původním hostiteli kvůli nedostatku selekčního tlaku. Tento proces je známý jako pasáž, při které se virus tak dobře přizpůsobí cizímu hostiteli, že již není škodlivý pro subjekt, který má dostat vakcínu. To usnadňuje imunitnímu systému hostitele eliminovat agens a vytvořit imunologické paměťové buňky, které pravděpodobně ochrání pacienta, pokud je infikován podobnou verzí viru.
Viry mohou být také oslabeny reverzní genetikou. Genetický útlum se využívá i při produkci onkolytických virů.

### Oslabené bakterie
Bakterie jsou typicky oslabeny pasážováním, podobně jako u virů. Využívá se také vyřazení genu řízené reverzní genetikou.

## Podávání
Oslabené vakcíny mohou být podávány různými způsoby:
- Injekčně:
  - Subkutánně (např. vakcína proti spalničkám, příušnicím a zarděnkám, planým neštovicím, žluté zimnici)
  - Intradermálně (např. vakcína proti tuberkulóze, neštovicím)[15]
- Po sliznici:
  - Nosní sliznicí (např. živá atenuovaná vakcína proti chřipce)[15][15]
  - Orálně (např. orální vakcína proti obrně, rekombinantní živá oslabená vakcína proti choleře, orální vakcína proti tyfu, orální vakcína proti rotavirům)[15][16]

## Mechanismus
Vakcíny fungují tak, že podporují tvorbu buněk, jako jsou CD8+ a CD4+ T lymfocyty, nebo molekul, jako jsou protilátky, které jsou specifické pro patogen. Buňky a molekuly mohou buď zabránit infekci, nebo ji omezit zabíjením infikovaných buněk nebo produkcí interleukinů. Specifické vyvolané efektory se mohou lišit v závislosti na vakcíně. Živé oslabené vakcíny mají tendenci pomáhat s produkcí CD8+ cytotoxických T lymfocytů a T-dependentních protilátkových odpovědí. Vakcína je účinná pouze tak dlouho, dokud si tělo udržuje populaci těchto buněk. Vakcíny mohou navodit dlouhodobou, možná celoživotní imunitu, aniž by vyžadovaly více dávek vakcíny. Mohou také vyvolat buněčné imunitní reakce, které se nespoléhají pouze na protilátky, ale zahrnují také imunitní buňky, jako jsou cytotoxické T buňky nebo makrofágy.

## Bezpečnost
Živé oslabené vakcíny stimulují silnou a účinnou imunitní odpověď, která je dlouhodobá. Vzhledem k tomu, že patogeny jsou oslabené, je extrémně vzácné, aby se patogeny vrátily do své patogenní formy a následně způsobily onemocnění. Navíc v rámci pěti živých oslabených vakcín doporučených WHO (orální proti obrně, proti tuberkulóze, spalničkám, nákaze rotavirem a žluté zimnici) jsou závažné nežádoucí reakce extrémně vzácné. Nicméně, podobně jako kterýkoli jiný lék nebo postup, ani žádná vakcína nemůže být 100% bezpečná nebo účinná.
Jedinci s oslabeným imunitním systémem (např. HIV infekce, podstupování chemoterapie, kombinované imunodeficience) by typicky neměli dostávat živé oslabené vakcíny, protože ty u nich nemusí být schopny vyvolat adekvátní a bezpečnou imunitní odpověď. Osoby, které jsou s osobami s imunodeficiencí v kontaktu či v domácnosti, jsou stále schopny dostat většinu oslabených vakcín, protože neexistuje žádné zvýšené riziko přenosu infekce, s výjimkou orální vakcíny proti obrně.
V těhotenství se jako preventivní opatření obvykle nepodávají živé oslabené vakcíny. Je to z důvodu rizika přenosu viru mezi matkou a plodem. Zejména bylo prokázáno, že vakcíny proti planým neštovicím a žluté zimnici mají nepříznivé účinky na plod a kojené děti.
Některé vakcíny tohoto typu mají další běžné, mírné nežádoucí účinky způsobené jejich metodou podání. Například živá atenuovaná vakcína proti chřipce se podává nosem a je spojena s nazální kongescí.
Ve srovnání s inaktivovanými vakcínami jsou živé oslabené vakcíny náchylnější k chybám imunizace, protože musí být uchovávány za přísných podmínek během chladného řetězce a pečlivě připravovány (např. během rekonstituce).

## Historie
Historie vývoje vakcín začala, když Edward Jenner na konci 18. století vytvořil vakcínu proti neštovicím. Zjistil, že naočkování člověka zvířecím virem neštovic by zajistilo imunitu proti neštovicím, onemocnění považovanému za jednu z nejničivějších v historii lidstva. Ačkoli původní vakcína proti neštovicím je kvůli své živé povaze někdy považována za oslabenou vakcínu, nejednalo se o oslabenou vakcínu, protože nepocházela přímo z pravých neštovic. Místo toho byla založena na související a mírnější nemoci kravských neštovic. Objev, že nemoci mohou být uměle zmírněny, přišel na konci 19. století, kdy Louis Pasteur dokázal odvodit oslabený kmen kuřecí cholery. Pasteur použil tyto znalosti k vývoji oslabené vakcíny proti antraxu a demonstroval její účinnost ve veřejném experimentu. První vakcínu proti vzteklině následně vyrobili Pasteur a Emile Rouxová pěstováním viru na králících a sušením postižené nervové tkáně.
Technika opakované kultivace viru v umělých médiích a izolace méně virulentních kmenů byla na počátku 20. století nová. Albert Calmett a Camille Guérin vyvinuli oslabenou vakcínu proti tuberkulóze nazývanou BCG vakcína. Tuto techniku později použilo několik týmů při vývoji vakcíny proti žluté zimnici, nejprve Andrew Sellards a Jean Laigret a poté Max Theiler a Hugh Smith. Vakcína vyvinutá Theilerem a Smithem se ukázala jako velmi úspěšná a pomohla zavést doporučené postupy a předpisy pro mnoho dalších vakcín. Patří mezi ně růst virů v primární tkáňové kultuře (např. kuřecí embrya), na rozdíl od zvířat, a použití systému inokulace, který využívá původní oslabené viry na rozdíl od odvozených virů (provedeno za účelem omezit odchylky ve vývoji vakcín a snížit riziko nežádoucích účinků). V polovině 20. století pracovalo na vývoji oslabených vakcín mnoho prominentních virologů včetně Alberta Sabina, Maurice Hillemana a Johna Franklina Enderse a bylo zavedeno několik úspěšných oslabených vakcín, jako jsou ty proti dětské obrně, spalničkám, příušnicím a zarděnkám.

## Výhody a nevýhody

### Výhody
- Přesně napodobují přirozené infekce.[19][33]
- Jsou účinné při vyvolávání vysokých hladin protilátek i silných imunitních reakcí zprostředkovaných buňkami.[4][19][33]
- Mohou vyvolat dlouhodobou nebo celoživotní imunitu.[5][19][33]
- Často je zapotřebí pouze jedna nebo dvě dávky.[6][19][33]
- Je zde rychlý nástup imunity.[4][5][6]
- Nákladově jsou efektivní (ve srovnání s některými jinými zdravotními intervencemi).[26][34]
- Mohou mít silné příznivé nespecifické účinky.[35]

### Nevýhody
- Ve vzácných případech, zejména při nedostatečné vakcinaci populace, mohou přirozené mutace během replikace viru nebo interference příbuzných virů způsobit, že se oslabený virus vrátí do své divoké formy nebo zmutuje na nový kmen, což může mít za následek, že nový virus je infekční nebo patogenní.[19][36]
- Často se nedoporučují u imunokompromitovaných pacientů kvůli riziku potenciálně závažných komplikací.[19][37][38]
- Živé kmeny obvykle vyžadují pokročilou údržbu, jako je chlazení a přísun čerstvých médií, takže transport do odlehlých oblastí je obtížný a nákladný.[19][39]

## Seznam oslabených vakcín

### V současnosti používané
Pro mnoho patogenů uvedených níže existuje mnoho vakcín, níže uvedený seznam jednoduše ukazuje, že existuje jedna (nebo více) oslabených vakcín pro tento konkrétní patogen, nikoli že všechny vakcíny pro tento patogen jsou oslabené.

#### Bakteriální vakcíny
- Vakcína proti antraxu[40]
- Vakcína proti choleře[41]
- Vakcína proti moru[42]
- Vakcína proti salmonele[43]
- Vakcína proti tuberkulóze[44]
- Vakcína proti tyfu[45]

#### Virové vakcíny
- Živá atenuovaná vakcína proti chřipce (LAIV)[46]
- Vakcína proti japonské encefalitidě[47]
- Vakcína proti spalničkám[48]
- Vakcína proti příušnicím[49]
- Vakcína proti spalničkám a zarděnkám (MR)[50]
- Vakcína proti spalničkám, příušnicím a zarděnkám (MMR)[51]
- Vakcína proti spalničkám, příušnicím, zarděnkám a planým neštovicím (MMRV)[51]
- Vakcína proti obrně[52]
- Rotavirová vakcína[53]
- Vakcína proti zarděnkám[54]
- Vakcína proti neštovicím[55]
- Vakcína proti planým neštovicím[56]
- Vakcína proti žluté zimnici[57]
- Vakcína zoster/pásový opar[58]

### Ve vývoji

#### Bakteriální vakcíny
- Enterotoxigenní vakcína proti Escherichia coli[59]

#### Virové vakcíny
- Vakcína proti klíšťové encefalitidě[60]
- Vakcíny proti covidu-19[61]